# Häusern
Häusern ([ˈhɔɪ̯zɐn] ⓘ) ist eine Gemeinde im Landkreis Waldshut in Baden-Württemberg.

## Geographie

### Geographische Lage
Der seit 1971 staatlich anerkannte Luftkurort Häusern liegt im südlichen Hochschwarzwald, sechs Kilometer südlich des Schluchsees zwischen 700 und 1113 Meter Höhe auf einem Höhenrücken zwischen den Tälern der Alb und der Schwarza.

### Nachbargemeinden
Die Gemeinde grenzt im Norden und Osten an die Gemeinde Schluchsee im Landkreis Breisgau-Hochschwarzwald, im Süden an Höchenschwand und im Westen an die Stadt St. Blasien.

### Gemeindegliederung
Zur Gemeinde Häusern gehören das Dorf Häusern und der Weiler Schwarzabruck. Im Gemeindegebiet liegt die Wüstung Wittlisberg.

## Geschichte

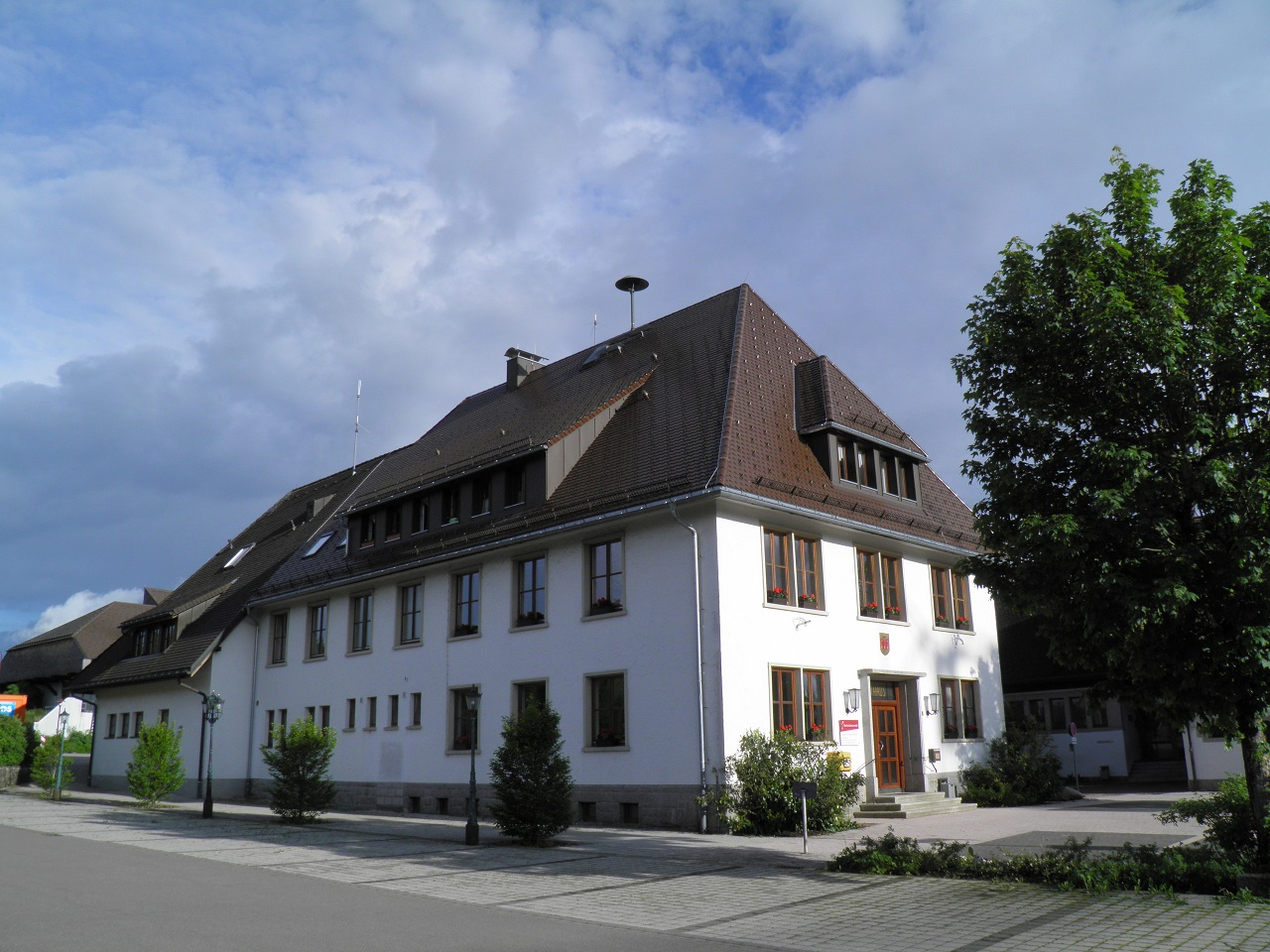
Rathaus und Touristinformation

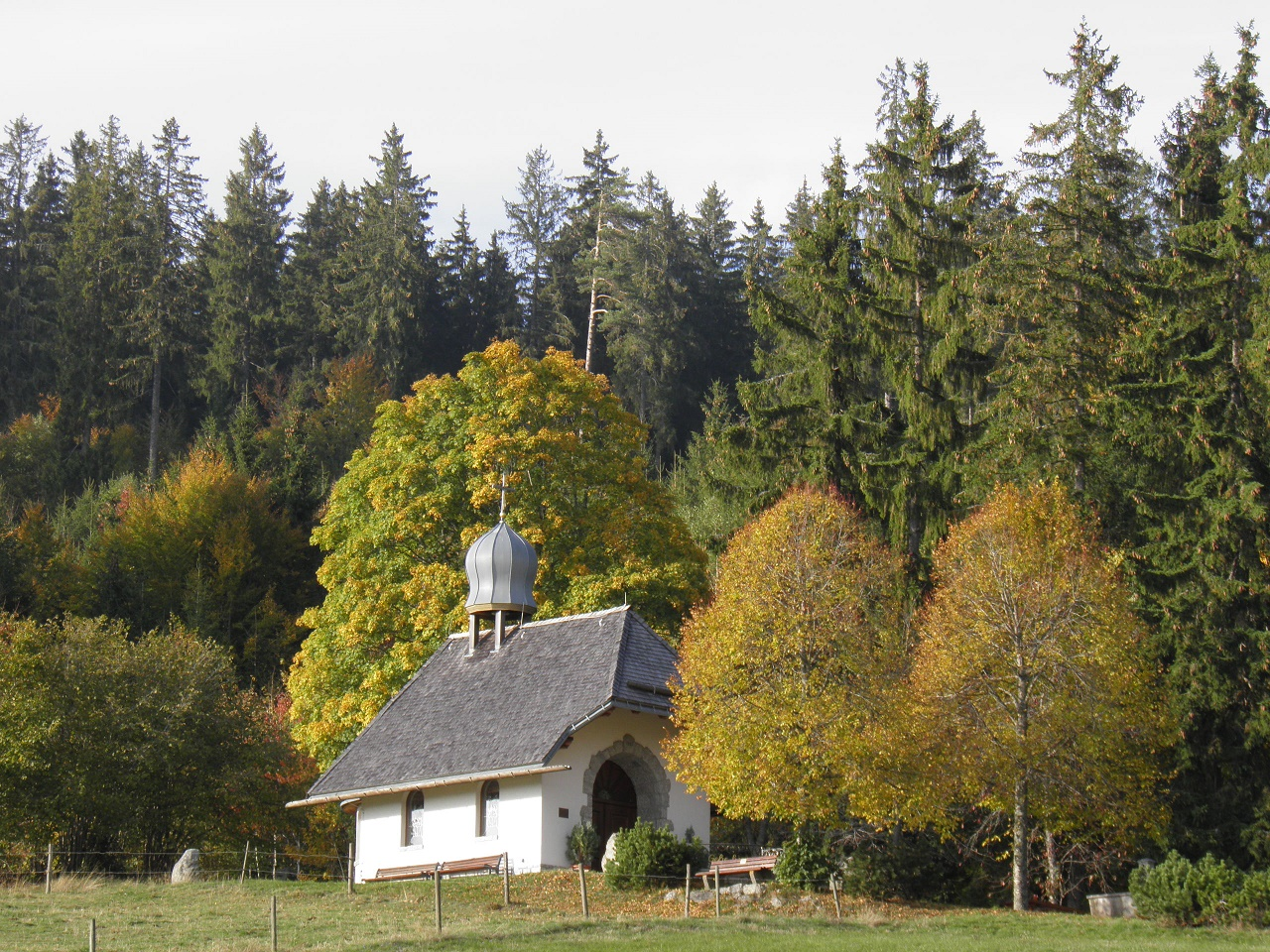
Wittlisberger Kapelle St. Anna

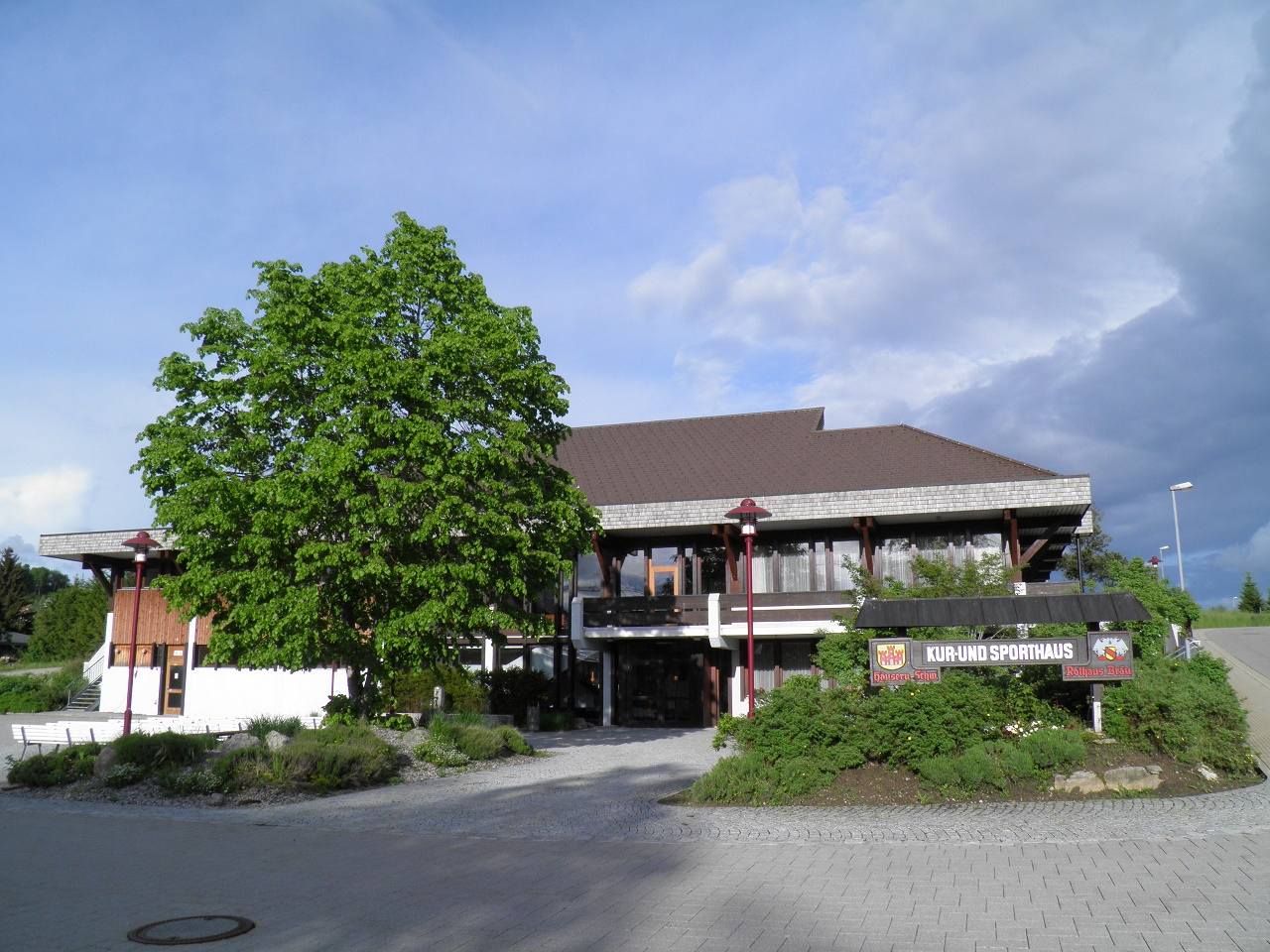
Kur- und Sporthaus

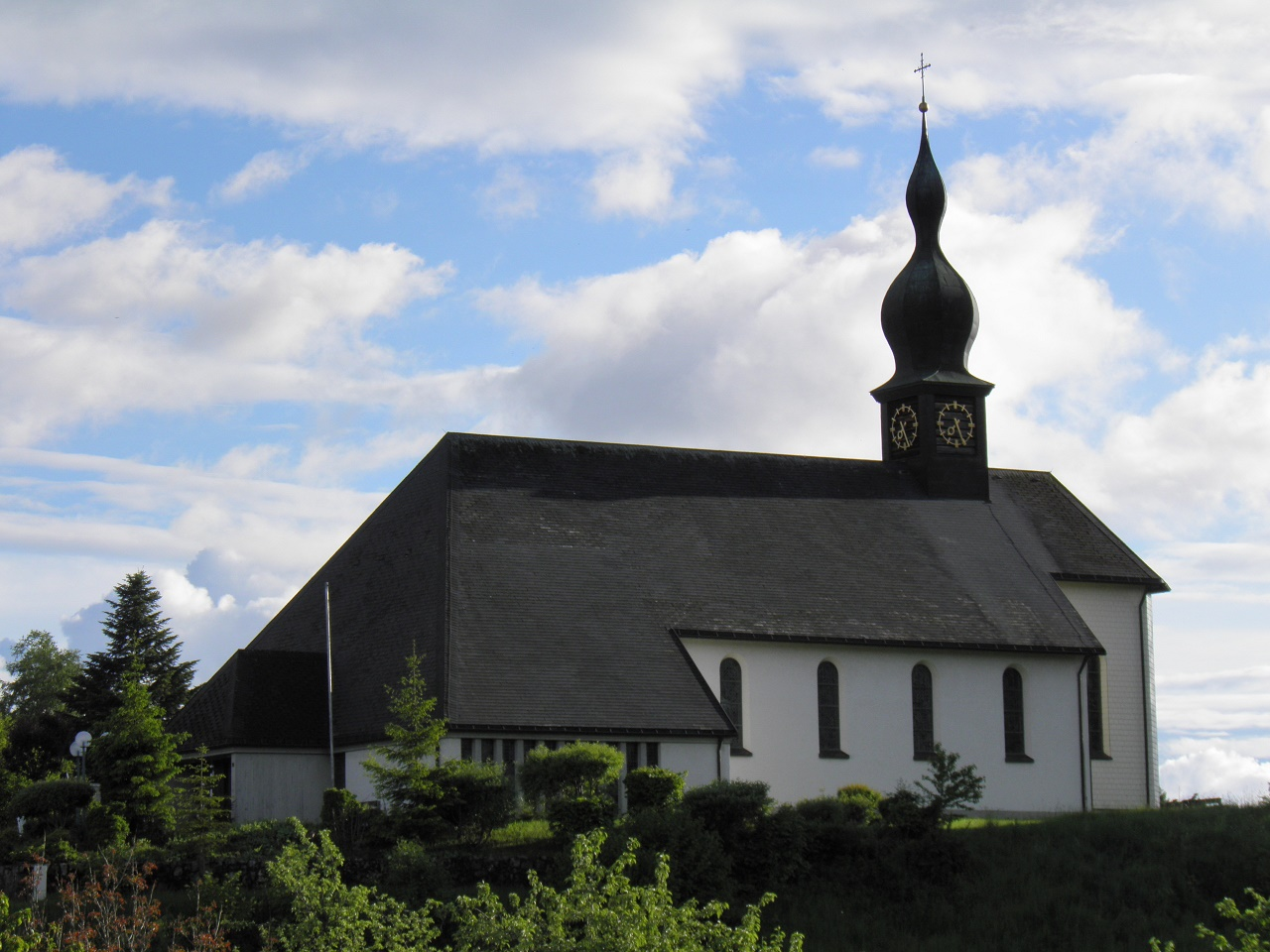
Pfarrkirche St. Fridolin

Keimzelle von Häusern war der Wittlisberger Hof als Stammsitz der Herren von Wittlisberg am Gießbacher Kopf (1087 m ü. NN), der im Jahre 1087 erstmals urkundlich erwähnt wurde und später als Bruderhof zum Kloster Allerheiligen in Schaffhausen gehörte. Im Laufe der Zeit kamen am Fuß des Berges weitere Höfe hinzu, welche dann das Dorf Häusern bildeten, dessen Ortsname 1248 erstmals durch den Ritter Wernherr von Häusern urkundlich genannt wurde. Von Anfang an bestand eine enge Verbindung der Siedlung zum Kloster St. Blasien, das ja nur gut drei Kilometer entfernt war. Mit der Säkularisation des Klosters kam die Gemeinde 1806 zum Großherzogtum Baden und der Wittlisberger Hof wurde nach Ankauf durch die Gemeinde 1813 abgebrochen.
Häusern gehörte bis zum 31. Dezember 1972 dem Landkreis Hochschwarzwald an und gelangte infolge der Kreisreform am 1. Januar 1973 zum Landkreis Waldshut.

## Politik

### Verwaltungsverband
Die Gemeinde gehört seit 1975 dem Gemeindeverwaltungsverband St. Blasien mit Sitz in St. Blasien an.

### Gemeinderat
Der Gemeinderat in Häusern hat 10 Mitglieder. Er besteht aus den ehrenamtlichen Gemeinderäten und dem Bürgermeister als Vorsitzendem. Der Bürgermeister ist im Gemeinderat stimmberechtigt. Bei der Kommunalwahl am 26. Mai 2019 wurde der Gemeinderat durch Mehrheitswahl gewählt. Mehrheitswahl findet statt, wenn kein oder nur ein Wahlvorschlag eingereicht wurde. Die Bewerber mit den höchsten Stimmenzahlen sind dann gewählt. Die Wahlbeteiligung betrug 63,6 % (2014: 66,9 %).

### Wappen
| Wappen der Gemeinde Häusern | Blasonierung: „In Gold (Gelb) eine rote Burg mit drei Zinnentürmen.“ |
| Wappen der Gemeinde Häusern | Wappenbegründung: Der Ort, Anfang des 14. Jahrhunderts „ze den hiusirn“ genannt, gehörte zum ältesten Besitz des Klosters St. Blasien, in dessen unmittelbarer Nachbarschaft er auch liegt. Siegelführung setzte erst in badischer Zeit ein. Ein Prägesiegel aus der Mitte des 19. Jahrhunderts zeigt zwischen zwei Bäumen drei Türme. Als 1904 neue Stempel angeschafft werden sollten, nahm die Gemeinde auf Empfehlung des Generallandesarchivs ein Wappen an, in das aus dem alten Siegelbild nur die drei Türme übernommen wurden. Dennoch wurde in der Folge als Siegel eine schlechte Nachbildung des Siegelbilds des 19. Jahrhunderts verwendet. Im Jahre 1939 kehrte die Gemeinde, nachdem inzwischen die unheraldische Darstellung eines Schwarzwaldhofes als Wappenschild vorgeschlagen worden war, ausdrücklich zum 1904 angenommenen Wappen zurück. Die aus den drei Türmen (= festen Häusern) gestalterisch entwickelte Burg, könnte auf den Ortsnamen anspielen, obwohl ein adeliger Wohnplatz historisch nicht zu belegen ist. |

### Partnerschaften
Partnergemeinde ist seit 1990 der Kurort Hartha, heute Ortschaft der Stadt Tharandt in Sachsen.

## Sehenswürdigkeiten
Zu einem beliebten, von der Jahreszeit unabhängigen Ausflugsziel hat sich die 1995 errichtete Kapelle St. Anna an der Wüstung des ehemaligen Wittlisberger Hofes, oberhalb des Ortes, mit einem Kreuzweg entwickelt. Im Umfeld laden eine Kneipp-Anlage, ein Barfuß- bzw. Sportpfad und ein Spielplatz ein.
Weiterhin verfügt die Gemeinde über einen Skilift, der trotz schwieriger Schneeverhältnisse im Südschwarzwald seit über 35 Jahren immer noch in Betrieb ist, eine Minigolfanlage sowie ein kombiniertes Kur- und Sporthaus und einen kleinen Kurpark.

### Waldfreibad
Das Waldfreibad Häusern-Höchenschwand ist ein im Wald liegendes Freibad zwischen Häusern und Höchenschwand. Das Waldfreibad gilt mit 971 m über NN als das höchstgelegene beheizte 50-m-Freibad Deutschlands. Seit 2005 wird das Bad durch einen eigens gegründeten privaten Förderverein betrieben.
Das beheizte Waldfreibad der Gemeinden Häusern und Höchenschwand wurde im Jahr 1974 erbaut. Zum Betrieb des Bades wurde der Zweckverband „Zentrum für Sport, Freizeit-, Bewegungs- und Erholungstherapie Häusern/Höchenschwand“ gegründet. In der damaligen Hochphase des Fremdenverkehrs und der Gemeindefinanzen wurde das Betriebsgebäude und die Wasserfläche des Schwimmbeckens sehr großzügig gestaltet. Die Gemeinde Häusern war zu 40 Prozent, die Gemeinde Höchenschwand zu 60 Prozent an dem Bad beteiligt.
Die laufenden Kosten des Bades überstiegen jedoch in Zeiten sinkender Gewerbesteuer- und Kureinnahmen schnell die finanziellen Möglichkeiten der beiden Gemeinden. 1992 wurde ein Gutachten zur Kostensituation des Bades erstellt, und einige Maßnahmen zur Kostenverringerung verwirklicht. So konnte der Energiebedarf durch neue Technik und Solar-Einsatz verringert werden und auch die Wasserfläche wurde im Rahmen einer Beckensanierung verkleinert. Trotzdem konnte der Betrieb des Bades mit einem Jahresverlust von rund 170.000 Euro von den Gemeinden nicht mehr verkraftet werden. Zudem wurde das Bad immer stärker sanierungsbedürftig, vor allem die Filteranlage und die Rohrleitungen. Es musste ein privater Investor gefunden werden und entschieden werden, in welcher Form das Bad weiter betrieben werden konnte, zum Beispiel in Form eines Naturerlebnisbades. In einem Bürgerentscheid am 15. Januar 2004 sprach sich jedoch eine deutliche Mehrheit der Bürger für den Erhalt des bestehenden Bades und gegen einen Umbau in ein Erlebnisbad aus. Nach einem weiteren Verlustjahr teilte die Gemeinde Höchenschwand am 7. Dezember 2004 mit, dass sie nicht bereit sei, das Bad in der bisherigen Form weiter zu führen.
Bereits November 2004 hatte sich eine Bürgerinitiative zur Rettung des Waldfreibades zusammengefunden. Am 17. März 2005 wurde dann aus dieser Bürgerinitiative heraus der Verein Freunde des Waldfreibades e. V. unter dem Vorsitz von Rainer Schwinkendorf, einem Elektromeister aus Häusern, gegründet. Der Verein sollte die Schließung des Waldbades durch Förderbeiträge, aber auch durch tatkräftige Mithilfe beim Badebetrieb verhindern. Bereits zwei Monate nach der Gründung zählte der Verein mehr als 200 Mitglieder, die gemeinsam das Bad rechtzeitig zu Beginn der Badesaison 2005 in Schuss brachten.
Das Waldfreibad wurde am 26. Mai 2005 neu eröffnet. Bereits in den ersten Tagen nach der Neueröffnung konnte das Bad Rekord-Besucherzahlen vermelden. Mit der Neueröffnung kaufte der Verein das Waldfreibad, inklusive eines 3 Hektar großen Grundstücks, den Gemeinden Häusern und Höchenschwand zum symbolischen Preis von einem Euro, unter der Auflage, es nicht weiterveräußern zu dürfen, ab. Seitdem betreibt der Verein das Waldfreibad in Eigenregie. Der Kauf eines Freibades durch einen Verein, um es vor der Schließung zu retten, ist trotz der vielen Schwimmbadfördervereine als einmalig in Deutschland anzusehen. Der Kaufvertrag wurde am 18. Juli 2005 unterzeichnet und der Schlüssel des Bades dem neuen Betreiber von den Bürgermeistern der beiden Gemeinden symbolisch übergeben. Der Zweckverband, der als Betreiber des Bades in 30 Jahren keinen Gewinn erwirtschaften konnte, wurde aufgelöst.
Das Waldfreibad erfreute sich seit der Neueröffnung sehr großer Beliebtheit. Am Ende der ersten Badesaison wurden mehr als sechsmal so viele Jahreskarten verkauft wie in den Jahren zuvor. In der Badesaison 2006 (25. Mai bis 17. September 2006) wurden insgesamt 24.745 Besucher gezählt. Das Waldfreibad konnte in den letzten Jahren zwar noch nicht ganz ohne Gemeindezuschüsse betrieben werden, unter den neuen Besitzern konnte der jährliche Verlust für die Gemeinden jedoch mehr als halbiert werden.
Das Bad verfügt über ein beheiztes 50-m-Sportbecken, einen Nichtschwimmerbereich, eine Wasserrutsche, eine beheizte Liegehalle, ein 2006 gebautes Beachvolleyballfeld sowie ein Bistro.

### Regelmäßige Veranstaltungen
Wie in weiten Teilen des Schwarzwalds, wird auch in Häusern Fastnacht („Fasnacht“) mit einem großen Wagenbauerumzug mit Guggenmusikern und Fußgruppen, der jährlich am Faschingssonntag stattfindet, gefeiert. Am Sonntag, der auf den 6. März folgt, wird mit dem Patroniziumsfest dem Schutzpatron von Häusern, dem hl. Fridolin, gedacht. Die örtlichen Vereine – Trachtenkapelle, Freiwillige Feuerwehr und Heimatverein – ziehen in Tracht und mit Musik zur Kirche zum Gottesdienst. Am Abend findet das Fridolinskonzert der Trachtenkapelle Häusern statt. Am Samstag vor dem 1. Mai findet in Häusern der „Maihock“ statt. Fünf Ehepaare des Ortes stellen den Maibaum im Kurgarten auf. Am 1. Mai findet dann das „Maiblasen“ statt. Die Trachtenkapelle zieht mit Marschmusik durchs Dorf und spielt in allen Ortsbereichen ein Ständchen. Um den 26. Juli herum gibt es seit 1996 das „Annafest“ an der Wittlisberger Kapelle, die hervorragenden Jungmusiker der Trachtenkapelle umrahmen das Fest zu Ehren der hl. Anna musikalisch. Im August findet das „Grüezi Schweiz“-Wochenende statt, mit dem Häusern den Schweizer Nationalfeiertag feiert. Umfangreiches Rahmenprogramm von Konzerten bis Holzhauer-Wettbewerb im Kurgarten machen die „Grüezi-Schweiz“ Freundschaftswoche attraktiv für Einwohner, Besucher aus der Region und Touristen. Am 23. Dezember findet jährlich die Waldweihnacht an der Wittlisberger Kapelle statt, die begleitet wird von den Jungmusikern der Trachtenkapelle Häusern und dem Heimatverein Häusern, der ein kleines Krippenspiel aufführt. Am zweiten Weihnachtsfeiertag folgt traditionell ein Weihnachtskonzert der lokalen Musikgruppen.

## Wirtschaft
Die früher landwirtschaftlich geprägte Gemeinde lebt heute überwiegend von der lokalen Industrie, wie dem örtlichen Schluchseewerk (s. unten), privaten Handwerksbetrieben oder der Firma Aebi Schmidt in St. Blasien.
Der Tourismus hat in den vergangenen Jahren etwas an Bedeutung verloren. Den letzten „Boom“ hat Häusern zu Beginn der 90er Jahre erlebt, was daran lag, dass viele Bürger der ehemaligen DDR nach der Wende den Schwarzwald besuchten und Häusern sowie seine nähere Umgebung als relativ schneesicher galt. Heute profitiert der Ort vor allem von seiner zentralen Lage im Hochschwarzwald mit einer guten Verkehrsanbindung und der Nähe zur Schweiz, was sich positiv auf den Fremdenverkehr auswirkt. Über die Region hinaus bekannt und bei Gourmet-Touristen beliebt ist Häusern für das älteste Sternerestaurant Deutschlands. Als einziges Restaurant in Deutschland ist das Restaurant Adler in Häusern seit 1966 durchgängig mit einem Stern im Guide Michelin ausgezeichnet.
Im Jahr 2022 erzielte Häusern Einnahmen aus der Gewerbesteuer in Höhe von 474 Tausend Euro. Mit einem Gewerbesteuerhebesatz von 350 % liegt die Gemeinde unter dem durchschnittlichen Gewerbesteuerhebesatz Deutschlands. Dieser beträgt 407 % (Stand: 2023).
In der Gemarkung liegen auch der Stausee Schwarzabruck und das Pumpspeicherkraftwerk Häusern, in dessen Turbinen das Wasser des 200 Meter höher gelegenen Schluchsees seine Arbeit verrichtet. Beide sind Teile des Pumpspeicher-Netzwerkes der Schluchseewerke AG.
Das Pumpspeicherkraftwerk Häusern mit seinem Oberbecken Schluchsee ist der größte Energiespeicher Deutschlands. Die Nutzung des Oberbeckens durch den Tourismus ist beispielhaft.

## Verkehr
Häusern liegt an der B 500, die von Titisee-Neustadt über Seebrugg und Häusern zur Kreisstadt Waldshut-Tiengen führt. Die Landesstraße 149 verbindet Häusern mit St. Blasien und weitere Kreisstraßen stellen die Verbindung zu den Nachbarorten her. Die nächsten Bahnstationen sind in Seebrugg und Waldshut.

### Öffentliche Einrichtungen
Die Gemeinde Häusern verfügt über ein Rathaus mit Poststelle und Touristen-Information, eine Grundschule, Feuerwehrhaus, Kur- und Sporthaus sowie Bauhof und Kläranlage.

## Persönlichkeiten

### Ehrenbürger
- Ernst Behringer (1881–1951), von 1919 bis 1946 Bürgermeister

### Söhne und Töchter der Stadt
- Kurt Kaiser (1941–2013), Wintersportler sowie Welt- und Europameister der Organtransplantierten[19]